# Symplocos jurgensenii
Symplocos jurgensenii là một loài thực vật có hoa trong họ Dung. Loài này được Hemsl. miêu tả khoa học đầu tiên năm 1881.